# Dawid Szulczek
Dawid Szulczek (Świętochłowice, 1990. január 26. –) lengyel labdarúgó, edző. 2024 óta a Ruch Chorzów vezetőedzője.

## Pályafutása

### Labdarúgóként
Szulczek a lengyelországi Świętochłowice városában született.
Pályafutása során a helyi Śląsk Świętochłowicénél szerepelt. Posztját tekintve középpályás volt.

### Edzőként
Szulczek a 2013 és 2020 között több klubnál is töltött be segédedzői pozíciót, így például a Górnik Wesołánál, a Rozwój Katowicénél, a Wigry Suwałkinál, a Stal Mielecnél és a Wisła Krakównál is. 2020-tól 2021-ig a Wigry Suwałki edzője volt. 2021. november 8-án, Adam Szała távozása után az első osztályban szereplő Warta Poznań vezetőedzője lett. A 2021–22-es szezonban 11-ik, míg a 2022–23-as szezonban a 8-ik helyen végeztek a tabellán.

## Edzői statisztika
2024. május 25. szerint.

| Csapat                       | Nemzet        | –tól                | –ig               | Mérkőzések | Mérkőzések | Mérkőzések | Mérkőzések | Mérkőzések |
| Csapat                       | Nemzet        | –tól                | –ig               | M          | Gy         | V          | D          | Gy %       |
| ---------------------------- | ------------- | ------------------- | ----------------- | ---------- | ---------- | ---------- | ---------- | ---------- |
| Rozwój Katowice (ideiglenes) | Lengyelország | 2017. május 30.     | 2017. június 13.  | 1          | 1          | 0          | 0          | 100,0      |
| Wigry Suwałki                | Lengyelország | 2020. július 26.    | 2021. november 8. | 55         | 25         | 14         | 16         | 45,5       |
| Warta Poznań                 | Lengyelország | 2021. november 8.   | 2024. június 30.  | 93         | 33         | 23         | 37         | 35,5       |
| Ruch Chorzów                 | Lengyelország | 2024. augusztus 27. | jelenleg is       | 0          | 0          | 0          | 0          | —          |
| Összesen                     | Összesen      | Összesen            | Összesen          | 149        | 59         | 37         | 53         | 39,6       |